# ヨハン・ゲオルク・グメリン
ヨハン・ゲオルク・グメリン（Johann Georg Gmelin、1709年8月8日 – 1755年5月20日）はドイツの博物学者、植物学者、地理学者である。

## 略歴
テュービンゲンで生まれた。父親は、テュービンゲン大学の薬学の教授の同名のヨハン・ゲオルク・グメリン である。才能豊かな子供で、1727年に14歳で大学の講義に出席し始め、18歳で医学の学位を取得した。サンクトペテルブルクに旅し、サンクトペテルブルク科学アカデミーの奨学金を得た。1731年22歳で科学アカデミーの化学と博物学の教授に任じられた。1732年にヴィトゥス・ベーリングが率いる2度目のカムチャツカ探検に参加することになり、1733年8月に弟子のクラシェニンニコフ（Stepan Krasheninnikov）とサンクトペテルブルクを出発し、ウラル山地、西シベリアを旅して、探検の準備をする本隊のいるヤクーツクをめざした。エニセイ川の位置を記載し、エニセイスクで記録された最低温度を測定した。カスピ海の水面の高さを測定し、それが地中海の水面高さより低いことを見出した最初の人物となった。1736年9月にヤクーツクで本隊と合流した。11月に屋敷が火事となり多くの標本と書籍が失われたが翌年の夏、失われた標本を可能な限り、再度採集した。1747年から1769年の間に出版された、『シベリアの植物』（"Flora Sibirica" ）でグメリンは、1178の種について記述し、294の種の図を描いた。甥のザムエル・ゴットリープ・グメリンが最後の2巻の編集を手伝った。隠花植物を扱った第5巻はクラシェニンニコフが執筆した。
1747年にドイツに戻り、テュービンゲン大学で医学の教授となり、1751年からテュービンゲン大学植物園の園長を務めた。1751年から旅行記『1733年から1743年のシベリアの旅』（Reise durch Sibirien von dem Jahr 1733 bis 1743）を発表した。この旅行記はフランス語、オランダ語に翻訳されたが、ロシア人に対する軽蔑的な記述が含まれていたためロシア語に訳されることはなかった。
1749年にスウェーデン王立アカデミーの外国人会員に選ばれた。
シソ科 のグメリナ属（Gmelina）などに献名されている。

## 『シベリアの植物』の画像

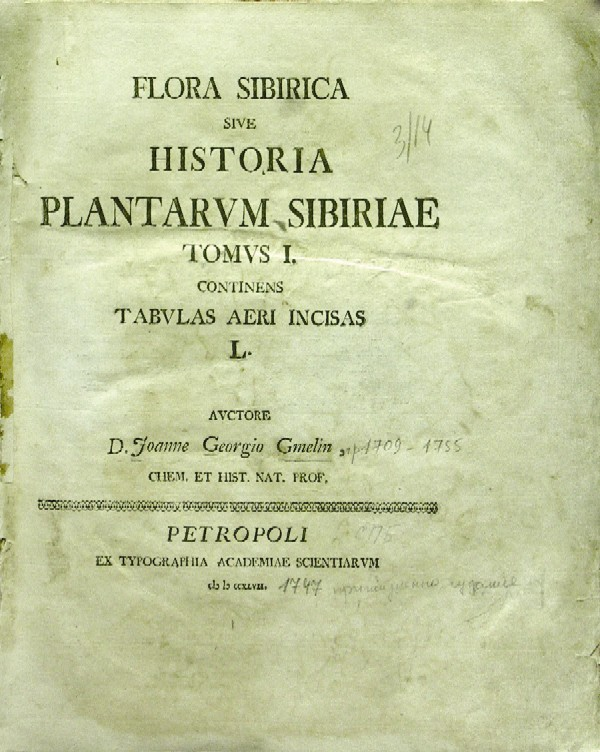
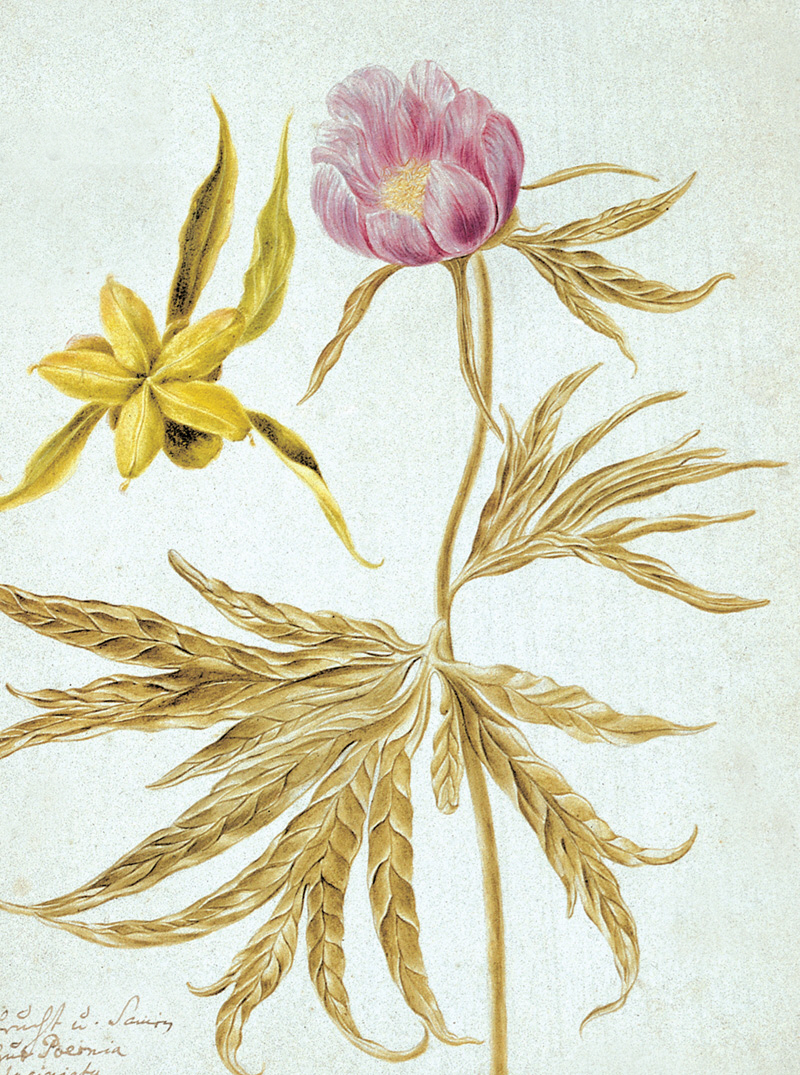
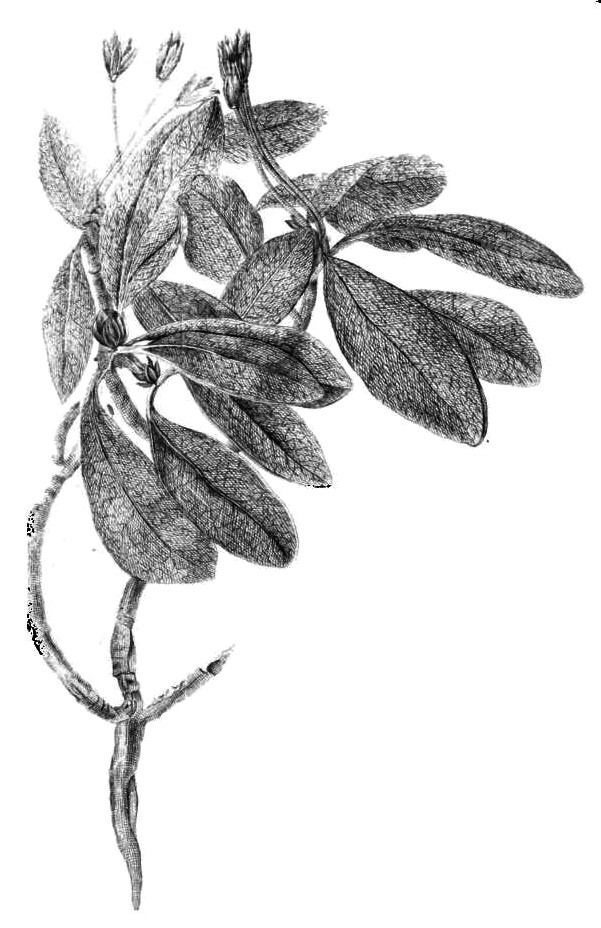